# Mimudea fracidalis
Mimudea fracidalis is een vlinder van de familie van de grasmotten (Crambidae), uit de onderfamilie van de Spilomelinae. De wetenschappelijke naam van deze soort is voor het eerst voorgesteld als Pyrausta fracidalis door Eduard Hering in een publicatie uit 1901.
De soort komt voor in Indonesië (Sumatra).